# Lake Villa
Lake Villa és una vila dels Estats Units a l'estat d'Illinois. Segons el cens del 2000 tenia 5.864 habitants.

## Demografia
Segons el cens del 2000, Lake Villa tenia 5.864 habitants, 2.052 habitatges, i 1.594 famílies. La densitat de població era de 395,8 habitants/km².
Dels 2.052 habitatges en un 45,1% hi vivien nens de menys de 18 anys, en un 67,9% hi vivien parelles casades, en un 7,5% dones solteres, i en un 22,3% no eren unitats familiars. En el 17,1% dels habitatges hi vivien persones soles el 6,2% de les quals corresponia a persones de 65 anys o més que vivien soles. El nombre mitjà de persones vivint en cada habitatge era de 2,81 i el nombre mitjà de persones que vivien en cada família era de 3,2.
Per edats la població es repartia de la següent manera: un 32,1% tenia menys de 18 anys, un 5,8% entre 18 i 24, un 37,8% entre 25 i 44, un 18,9% de 45 a 60 i un 5,5% 65 anys o més.
L'edat mediana era de 33 anys. Per cada 100 dones de 18 o més anys hi havia 94,5 homes.
La renda mediana per habitatge era de 65.078 $ i la renda mediana per família de 75.078 $. Els homes tenien una renda mediana de 51.806 $ mentre que les dones 36.961 $. La renda per capita de la població era de 26.238 $. Aproximadament l'1,9% de les famílies i el 3,7% de la població estaven per davall del llindar de pobresa.

## Poblacions properes
El següent diagrama mostra les poblacions més properes.